# Sima, Borsod-Abaúj-Zemplén
Sima este un sat în districtul Gönc, județul Borsod-Abaúj-Zemplén, Ungaria, având o populație de 30 de locuitori (2011).

## Demografie
Componența etnică a satului Sima
     Maghiari (84%)
     Ruteni (16%)
Componența confesională a satului Sima
     Greco-catolici (26,67%)
     Reformați (16,67%)
     Romano-catolici (13,33%)
     Fără religie (10%)
     Necunoscută (33,33%)
Conform recensământului din 2011, satul Sima avea 30 de locuitori. Din punct de vedere etnic, majoritatea locuitorilor (84,0%) erau maghiari, cu o minoritate de ruteni (16,0%). Nu există o religie majoritară, locuitorii fiind greco-catolici (26,67%), reformați (16,67%), romano-catolici (13,33%) și persoane fără religie (10,0%). Pentru 33,33% din locuitori nu este cunoscută apartenența confesională.